# 論理主義 (数学)
数学についての論理主義（ろんりしゅぎ、英: Logicism、仏: Logicism、独: Logizismus）は、数学全体を論理学の一部とみなし、数学を基礎付け、数学を論理学へと還元できるとする立場である。方法的には、論理学の諸規則から数学のそれを演繹することが出来ると主張する。
なお、哲学では、強力な還元主義が主要な立場になることは稀である。

## 概要
ゴットロープ・フレーゲの先駆的な論理主義の仕事を受けて、特にバートランド・ラッセルやアルフレッド・ノース・ホワイトヘッドによって唱えられた。彼らはその主張を3巻に及ぶ大部の書物『プリンキピア・マテマティカ』（Principia Mathematica, 1910年 - 1913年）のうちである程度実現してみせた。
フレーゲの『算術の基本法則』第2巻が刊行直前に控えていた1903年に、ラッセルから後にラッセルのパラドックスと呼ばれるパラドックスの指摘が来たため、フレーゲはパラドックス解消を目指すが、最終的には数学的な方法の徹底を放棄した。ラッセルはフレーゲとは独立に、型の理論（タイプ理論）と呼ばれる方法で、彼自身が発見したパラドックスを避けることに成功したが、その無矛盾性および完全性が証明されていなかった。
彼らの仕事を受けてヒルベルトは形式主義、ブラウワーは直観主義でパラドックス解消と数学の基礎付けを目指すが、1931年のゲーデルによる不完全性定理の証明によりその不可能性が指摘された。